# Johan August Jonsson
Johan August Jonsson, Jonsson i Hökhult, född 12 januari 1851 i Bäckseda socken, Jönköpings län, död 26 februari 1935 i Lommaryd, var en svensk lantbrukare och riksdagsman. 
Jonsson var lantbrukare i Hökhult i Jönköpings län. Han var ledamot av riksdagens andra kammare från 1903.